# Эокурсор
Эокурсор (лат. Eocursor) — род базальных птицетазовых динозавров, живших во времена раннеюрской эпохи (201,3—190,8 млн лет назад) на территории современной Южной Африки. Включает единственный вид — Eocursor parvus. Первоначально ископаемые остатки эокурсора считались верхнетриасовыми. Эокурсор проливает свет на эволюцию птицетазовых, поскольку другие ранние представители этой группы известны в основном по фрагментарным скелетам.

## История изучения

### Открытие
Голотип эокурсора, образец SAM-PK-K8025, был обнаружен в 1993 году на территории фермы Damplaats, близ города Ледибранд, ЮАР. Ископаемые остатки, хотя и неполные, представляют собой один из наиболее хорошо сохранившихся скелетов ранних птицетазовых, когда-либо найденных. В 2007 году палеонтологи Ричард Батлер, Роджер Смит и Дэвид Норман описали скелет как принадлежащий новым виду и роду. Название рода Eocursor образовано от др.-греч. έως (éos), что означает «рассвет, начало», и лат. cursor, то есть «бегун». Видовое название образовано от лат. parvus — «маленький».
Голотип представлен следующими остатками, которые были найдены в несочленённом состоянии:
- кости черепа (теменная, верхняя затылочная, базисфеноид, парасфеноид, правая зубная, надугловая и угловая, изолированный щёчный зуб);
- фрагментарные позвонки (шейные, спинные, крестцовые и хвостовые);
- кости плечевого пояса (обе лопатки);
- кости передних конечностей (обе плечевых кости, лучевая кость, шесть фаланг);
- кости тазового пояса (по две подвздошных, седалищных и лобковых);
- кости задних конечностей (по две бедренные, большеберцовые и малоберцовые, правые плюсневые кости II и III, три фаланги).

### Возраст
Батлер и соавторы считали, что окаменелости эокурсора были обнаружены в отложениях нижней части формации Эллиот, которые относятся к верхнему триасу (предположительно, норийский ярус). Тем не менее, в 2010 году Пол Олсен и коллеги заявили, что без дополнительных данных по геохронологии невозможно определить, относятся эти отложения к верхнему триасу или к нижней юре, вплоть до синемюрского возраста. В исследовании, опубликованном в 2017 году, Блэр Макфи и соавторы пришли к выводу, что остатки эокурсора были обнаружены в верхней (а не нижней) части формации Эллиот, которая относится к нижней юре (геттанг — синемюр).

## Описание

В сравнении с человеком (размер)

Эокурсор достигал около 1 м в длину при высоте в бедре около 30 см. Морфология треугольных зубов, похожих на зубы игуаны, предполагает факультативно растительноядную диету. Передние конечности эокурсора, напоминающие таковые у гетеродонтозаврид, были большого размера, приспособленными для хватания. Большеберцовая кость эокурсора значительно длиннее бедренной кости, что свидетельствует о том, что животное могло проворно перемещаться.

## Классификация
Филогенетический анализ Батлера и коллег (2007) показал, что эокурсор является более производным птицетазовым, чем пизанозавр (Pisanosaurus) и гетеродонтозавриды (Heterodontosauridae), но более базальным, чем лесотозавр (Lesothosaurus), который относится к кладе Genasauria.
В 2025 году Си Яо и соавторы описали род Archaeocursor, который они обнаружили в качестве сестринского по отношению к эокурсору. Исследователи предположили, что общий предок этих двух родов, вероятно, возник в Гондване, прежде чем его потомки распространились на север в Лавразию. Поскольку Archaeocursor известен только по одной бедренной кости, эта гипотеза является предварительной.
Кладограмма ниже приведена согласно исследованию Яо и др. (2025):

|  | Archaeocursor |
|  |               |
|  | Eocursor      |
|  |               |

|  | Thyreophora    |
|  |                |
|  | Neornithischia |
|  |                |

|  | Archaeocursor |
|  |               |
|  | Eocursor      |
|  |               |

|  | Thyreophora    |
|  |                |
|  | Neornithischia |
|  |                |

|  | Archaeocursor |
|  |               |
|  | Eocursor      |
|  |               |

|  | Thyreophora    |
|  |                |
|  | Neornithischia |
|  |                |

|  | Archaeocursor |
|  |               |
|  | Eocursor      |
|  |               |

|  | Thyreophora    |
|  |                |
|  | Neornithischia |
|  |                |

|  | Archaeocursor |
|  |               |
|  | Eocursor      |
|  |               |

|  | Thyreophora    |
|  |                |
|  | Neornithischia |
|  |                |

|  | Archaeocursor |
|  |               |
|  | Eocursor      |
|  |               |

|  | Thyreophora    |
|  |                |
|  | Neornithischia |
|  |                |

|  | Archaeocursor |
|  |               |
|  | Eocursor      |
|  |               |

|  | Thyreophora    |
|  |                |
|  | Neornithischia |
|  |                |

|  | Archaeocursor |
|  |               |
|  | Eocursor      |
|  |               |

|  | Thyreophora    |
|  |                |
|  | Neornithischia |
|  |                |